# Landrentestelsel
Het Landrentestelsel was in Nederlands-Indië een manier van belasting innen, waarbij de inlandse bevolking 2/5 deel van de door haar verbouwde landbouwproducten of een vergelijkbare geldsom afdroeg aan het koloniale bestuur.
De achterliggende gedachte van het landrentestelsel was dat de kolonisator als souverein eigenaar was van alle grond en dat zij deze verhuurde aan de bevolking: de landrente werd beschouwd als pacht ofwel 'huurschat' (Engels land rent = pacht).
Het landrentestelsel werd in 1813, tijdens de Engelse bezetting van Indië, ingevoerd door gouverneur-generaal Thomas Stamford Raffles. Het landrentestelsel verving het handelsmonopoliesysteem van gedwongen leveringen, diensten en contingenten dat door de VOC werd gebruikt. 
In het begin werden de dorpshoofden beschouwd als huurders van de grond en moesten zij de landrente innen bij de boeren en daarna afdragen aan het koloniale bestuur. Maar al na enkele maanden, toen bleek dat de dorpshoofden misbruik hiervan maakten, werd de landrente direct aan de bevolking opgelegd.
Raffles hoopte door de invoering van de landrente de sociaal-economische structuur van Indië te nivelleren: De invloed van de inlandse regenten wilde hij verminderen en de positie van de kleine boeren verbeteren.
Alleen in de Preanger op West-Java, waar de koloniale regering een lucratieve koffieteelt dreef, en in de bosdistricten werd het landrentestelsel niet ingevoerd.
Raffles wilde de hele koloniale economie liberaliseren: naast het landrentestelsel had hij het voornemen om een vergelijkbare belasting aan eigenaars van particuliere landerijen en inwoners van de steden op te leggen, om de in- en uitvoerrechten af te schaffen en om de doorvoerrechten te verminderen.
De invoering van het landrentestelsel gaf de nodige problemen: Naast de al genoemde misbruiken bij het innen van de belasting door de dorpshoofden, bleek het in de praktijk onmogelijk om de 'Herendiensten' af te schaffen. De optie dat men in plaats van 2/5 deel van de oogst een vergelijkbare som geld kon afdragen deed de vraag naar contant geld toenemen, contanten die maar in beperkte mate onder de inlandse bevolking aanwezig waren: De ruilhandel veranderde in een geldeconomie.
Het landrentestelsel bleef tot de jaren dertig van de 19e eeuw in gebruik, en werd daarna geleidelijk door het cultuurstelsel van gouverneur-generaal Johannes van den Bosch vervangen.